# غلامعلی سیار
دکتر غلامعلی سیار (۱۳۰۲-۱۳۷۱) دیپلمات و مترجم و نویسنده ایرانی بود.
او در مشهد به دنیا امد. تحصیلات مقدماتی را در تهران و تحصیلات دانشگاهی را در بیروت و پاریس در رشته حقوق انجام داد. پس از بازگشت به ایران وارد وزارت امور خارجه شد و تا سال ۱۳۵۷ در سمت‌های دیپلماتیک خدمت کرد. در عین حال او ترجمه‌هایی از آثار نویسندگان اروپایی نیز منتشر کرد. او مجموعه‌ای از داستان‌های کوتاه دارد که هنوز به چاپ نرسیده است.

## ترجمه‌ها
- گرسنه از کنوت هامسون
- امپراطوری گسسته از هلن کارر دانکوس
- رمانتسیم در فرانسه از فیلیپ وان تیژم
- ودکا کولا از شارل لوونسن
- یک سیاره و چهار،پنج دنیا از اکتاویو پاز
- چهره آسیا از رنه گروسه